# Joseph W. Walsh
Joseph W. Walsh (* um 1943) ist ein US-amerikanischer Politiker (Demokratische Partei). Im Laufe seiner politischen Karriere gehörte er dem Repräsentantenhaus von Rhode Island sowie dem Senat von Rhode Island an. Von 1977 bis 1984 war er Bürgermeister von Warwick, Rhode Island.

## Leben
Walsh wuchs in South Providence, einer Region innerhalb von Providence, auf. Er besuchte die St. Michael's School, die La Salle Academy und das Providence College. Später studierte er an der Georgetown University in Washington, D.C. und erhielt an der dortigen Law School einen Juris Doctor. Nach seiner Rückkehr nach Rhode Island gründete er mit zwei langjährigen Freunden ein gemeinsames Unternehmen.
1969 kandidierte er erfolgreich als Demokrat für einen Sitz im Repräsentantenhaus von Rhode Island. Später wurde er in den Senat von Rhode Island gewählt, wo er als Majority Whip fungierte und sich um die Reform der Strafjustiz des Bundesstaates verdient machte.
1976 kandidierte Walsh erfolgreich bei der Wahl zum Bürgermeister von Warwick, Rhode Island. In den Jahren 1978, 1980 und 1982 erfolgte jeweils seine Wiederwahl. 1984 verzichtete er auf eine erneute Kandidatur, stattdessen nahm er an den Vorwahlen seiner Partei zur Bestimmung des demokratischen Kandidaten bei der anstehenden Gouverneurswahl teil. Walsh hatte hierbei die Unterstützung der Parteiführung, unterlag jedoch Anthony J. Solomon, dem aktuellen State Treasurer von Rhode Island, mit 42,05 % zu 57,95 % der abgegebenen Stimmen.
Walsh zog sich nun aus der Politik zurück und wurde als Lobbyist für Tillinghast Licht tätig. Später wechselte er zu Government Strategies, LLC.
2012 wurde er in die Rhode Island Heritage Hall of Fame aufgenommen. 2017 erfolgte seine Aufnahme in die Rhode Island Criminal Justice Hall of Fame.
Walsh ist verheiratet und hat zwei Kinder, einen Sohn und eine Tochter.